# André Demedts

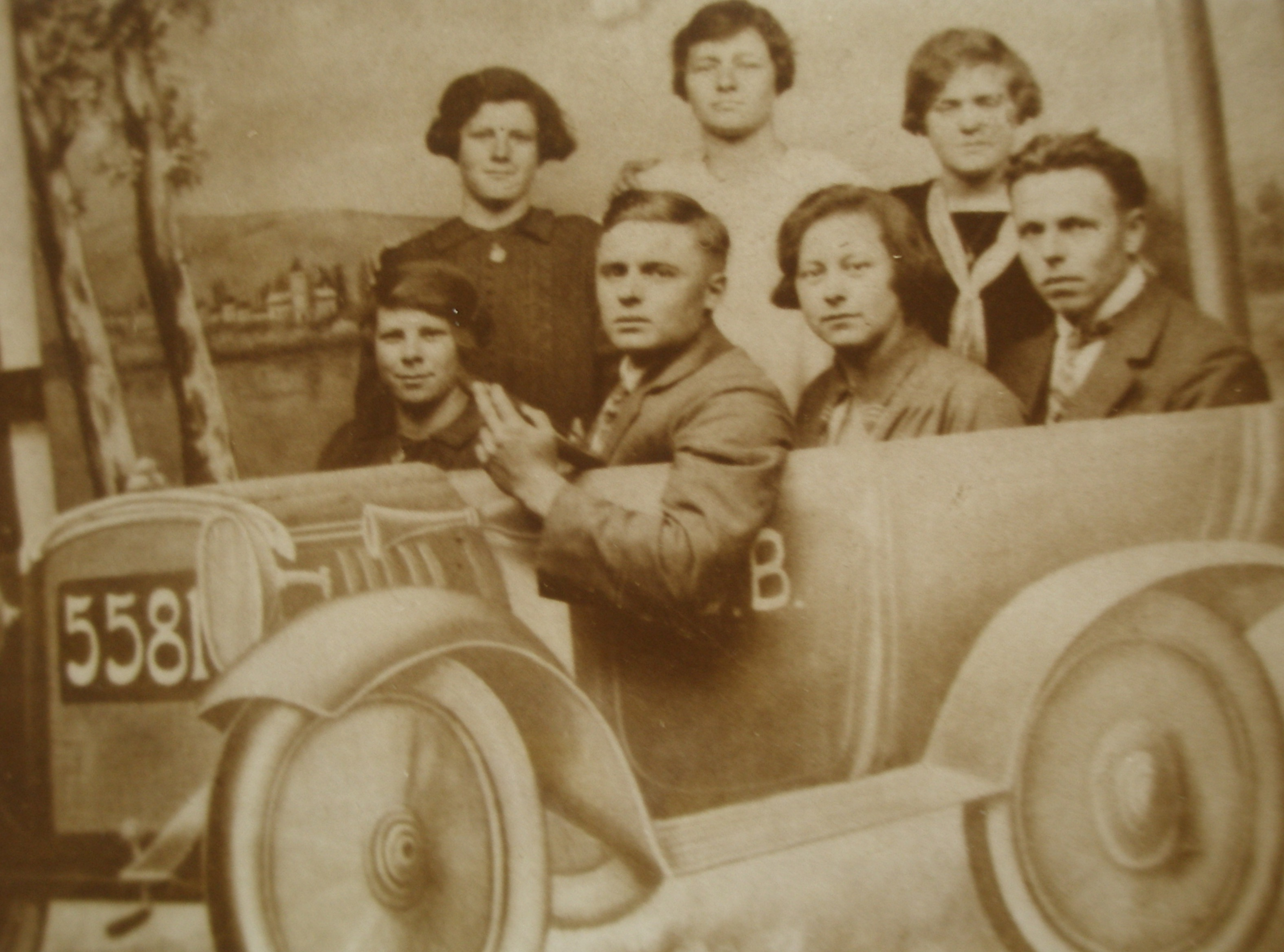
André Demedts (mit sichtbarem Ellbogen)

André Demedts (* 8. August 1906 in Sint-Baafs-Vijve (heute Gemeinde Wielsbeke); † 4. November 1992 in Oudenaarde) war ein flämischer Schriftsteller. Er verfasste diverse Gedichte, Romane, Dramen und Novellen. Außerdem war er Mitarbeiter bei der Zeitschrift Dietsche Warande en Belfort.

## Werke (Auswahl)
- Das Leben treibt (1939)
- Niemals wieder (1948)
- Strassenvolk (1948)
- Die Herren von Schoendaele (1957)
- Die Freiheit und das Recht (1960)
- Eine Nussschale voll Hoffnung (1962)